# Kindred (Ásatrú)
En Ásatrú y otras formas de neopaganismo, un kindred (del nórdico antiguo: kinðr), es un grupo local de culto. Otros términos utilizados son garth, stead, sippe, skeppslag, hogar entre otros. Los kindreds son por lo general grupos de base que pueden estar afiliados o no a una organización nacional como la Comunidad Odinista de España-Ásatrú, Asatru Folk Assembly, Ásatrú Alliance, o The Troth. Es más frecuente en las agrupaciones de Estados Unidos que en otras latitudes. Los kindreds se componen de hogares o familias, así como de individuos y los miembros de un kindred pueden estar o no relacionados por lazos matrimoniales o de sangre. El kindred a menudo funciona como una combinación de familia y grupo religioso. Los miembros son aceptados con el consentimiento del grupo.
Los kindreds normalmente reconocen a un goði (sacerdote) o a una gyðja (sacerdotisa) para que oficie los ritos religiosos, mientras que otros funcionan como modernas agrupaciones o comunas.